# Дигная
Дигная (латыш. Dignāja) — село в Екабпилсском крае Латвии, административный центр Дигнайской волости. Расположено на левом берегу Даугавы, в 30 км от Екабпилса.
По данным на 2009 год, в населённом пункте проживало 36 человек.

## История

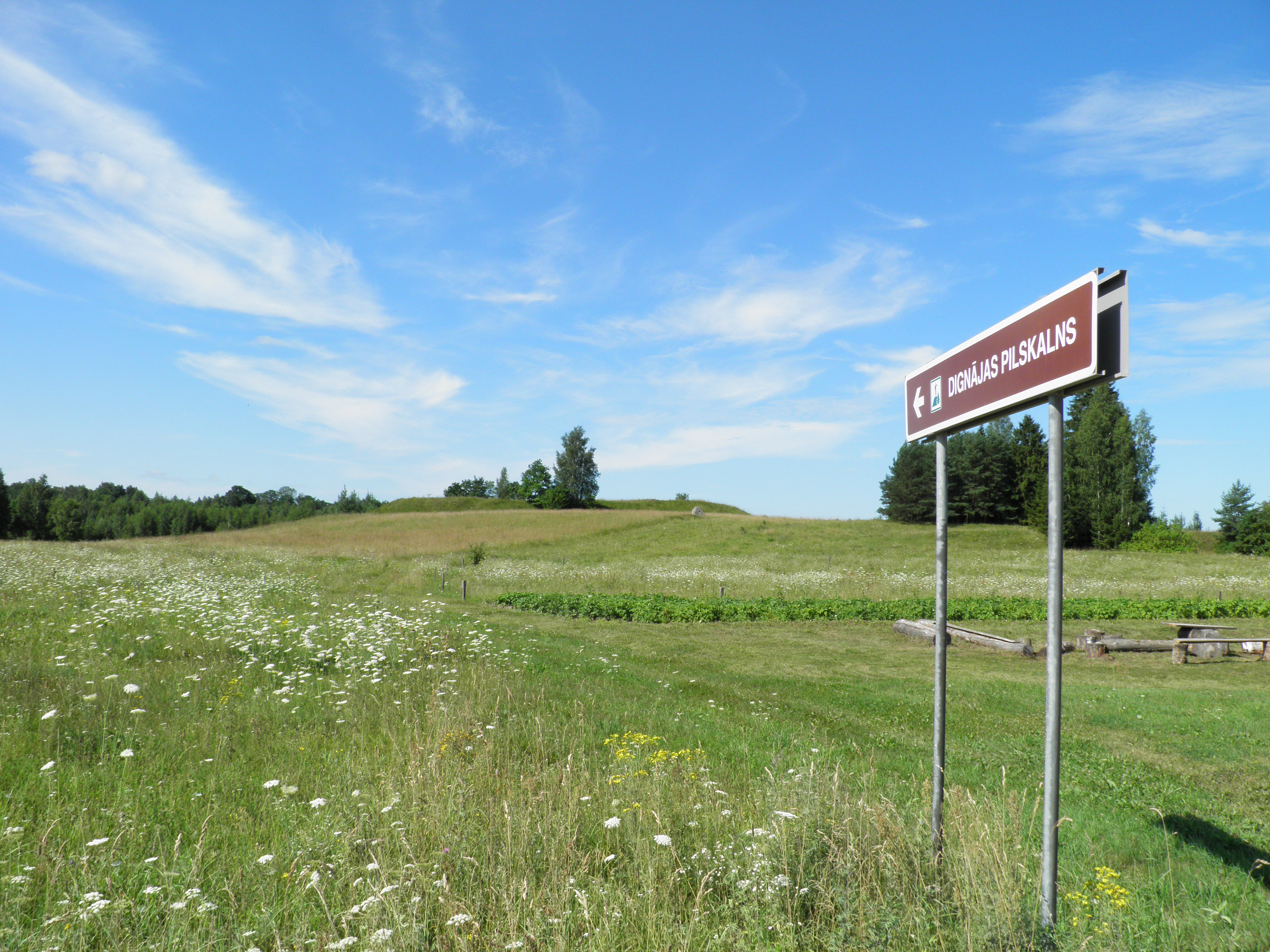
Городище

В средние века примерно на месте нынешнего села находился замок (ныне городище Дигная).
В советское время населённый пункт был центром Дигнайского сельсовета Екабпилсского района. В селе располагалась центральная усадьба колхоза «Дигная». Через село проходила линия узкоколейной железной дороги (ныне разобрана).